# هلنا کریستنسن
هلنا کریستنسن (به انگلیسی: Helena Christensen) (متولد ۲۵ دسامبر ۱۹۶۸) یک مدل، عکاس و ملکهٔ زیبایی دانمارکی است. وی در گذشته فرشته‌های ویکتوریا بود. او همچنین مدیر مجلهٔ نایلون و طراح لباس بوده و از چندین سازمان خیریه و انجمن‌های سرطان پستان را حمایت می کند.